# 바나나 망고 하이 스쿨/하나 둘 셋 넷에 울어줘 with 눈물 네 자매
〈바나나 망고 하이 스쿨/하나 둘 셋 넷에 울어줘 with 눈물 네 자매〉(バナナ・マンゴー・ハイスクール/12の34で泣いて with 涙四姉妹)는 에비스 마스캇츠가 발표한 첫 번째 싱글이다. 2009년 4월 21일 방송된 《오네다리!! 마스캇토》에서 처음 공개되었으며, 이후로 프로그램 종료시의 테마곡으로 사용되었다. 같은 해 12월 15일에 프로그램의 기획으로 진행된 〈레코드 회사 쟁취 마스캇토 공개 오디션〉에서, 유니버설 뮤직 재팬 대표가 선택되어 CD 데뷔하였다.
한편 이 싱글 앨범은 오리콘 차트에서 8위를 차지했으며, 차트에 8주간 이름을 올렸다.

## 앨범 참여 멤버
초회한정판 A, B, C, 통상판의 네 형태로 발매되었다. 아래는 각 형태별 참가자들의 목록이다. 초회한정판에는 각기 다른 멤버들의 〈귀여운 고시엔〉 버전이 수록되어있다.
- 초회한정판 A
  - 초회한정판 A는 카스미 귀여운 교육학원 팀이 참가했다.[주 1]
  - 카스미 카호 (리더), 아오이 소라, 아사미 유마, 니시노 쇼, KONAN, 미사키 미유, 키자키 제시카, 나가사쿠 아이리
- 초회한정판 B
  - 초회한정판 B는 하츠네 귀여운 수산고교 팀이 참가했다.
  - 하츠네 미노리 (리더), 요시자와 아키호, 오가와 아사미, 카와무라 리카, 사야마 아이, 사쿠라기 린, 사쿠라 코코미, 카와무라 에나, 오구라 하루카
- 초회한정판 C
  - 초회한정판 C는 Rio 귀여운 하이스쿨 팀이 참가했다.
  - Rio (리더), 카스미 리사, 후지우라 메구, 안도 아이카, 우에하라 카에라, 야마구치 아이미, 키리하라 에리카
- 통상판
  - 통상판은 전 멤버가 출연했다.

## 수록곡

### 통상판
본 앨범의 타이틀 곡인 바나나 망고 하이스쿨은 발매 직후부터 오네다리 마스캇토!!의 엔딩송으로도 매회 사용되었으며 음담패설을 재미있게 비유한 가사가 특징이다. 또한 커플링곡으로 사용된 하나 둘 셋 넷에 울어줘 with 눈물 네 자매라는 타이틀에서 눈물 네 자매는 프로그램의 코너중에 아사미 유마를 울리면 1만엔이라는 코너를 통해서 나온 아사미 유마, 아오이 소라, Rio를 포함하여 후반부터 합류한 오가와 아사미의 4명을 의미하며 실제로도 노래 중간에는 네 사람의 단독 보컬 파트도 존재한다.
| #            | 제목                                                                          | 작사         | 작곡         | 노래            | 재생 시간 |
| ------------ | ----------------------------------------------------------------------------- | ------------ | ------------ | --------------- | --------- |
| 1.           | 〈〈바나나 망고 하이 스쿨〉 (バナナ･マンゴー･ハイスクール)〉                  | Maccoi       | Jam & Lice   | 에비스 마스캇츠 | 3:40      |
| 2.           | 〈〈하나 둘 셋 넷에 울어줘 with 눈물 네 자매〉 (12の34で泣いてwith涙四姉妹)〉 | Maccoi       | Jam & Lice   | 에비스 마스캇츠 | 4:38      |
| 3.           | 〈〈바나나 망고 하이 스쿨〉 (original karaoke)〉                              | Maccoi       | Jam & Lice   | 에비스 마스캇츠 | 3:33      |
| 총 재생 시간 | 총 재생 시간                                                                  | 총 재생 시간 | 총 재생 시간 | 총 재생 시간    | 11:51     |

### 초회한정판 A
| #            | 제목                                                      | 작사         | 작곡         | 노래                   | 재생 시간 |
| ------------ | --------------------------------------------------------- | ------------ | ------------ | ---------------------- | --------- |
| 1.           | 〈〈바나나 망고 하이 스쿨〉 (카스미 카호 교육학원 Ver.)〉 | Maccoi       | Jam & Lice   | 카스미 귀여운 교육학원 | 3:39      |
| 2.           | 〈〈하나 둘 셋 넷에 울어줘 with 눈물 네 자매〉〉          | Maccoi       | Jam & Lice   | 에비스 마스캇츠        | 4:37      |
| 3.           | 〈〈바나나 망고 하이 스쿨〉〉                             | Maccoi       | Jam & Lice   | 에비스 마스캇츠        | 3:37      |
| 총 재생 시간 | 총 재생 시간                                              | 총 재생 시간 | 총 재생 시간 | 총 재생 시간           | 11:53     |

### 초회한정판 B
| #            | 제목                                                        | 작사         | 작곡         | 노래                   | 재생 시간 |
| ------------ | ----------------------------------------------------------- | ------------ | ------------ | ---------------------- | --------- |
| 1.           | 〈〈바나나 망고 하이 스쿨〉 (하츠네 귀여운 수산고교 Ver.)〉 | Maccoi       | Jam & Lice   | 하츠네 귀여운 수산고교 | 3:43      |
| 2.           | 〈〈하나 둘 셋 넷에 울어줘 with 눈물 네 자매〉〉            | Maccoi       | Jam & Lice   | 에비스 마스캇츠        | 4:37      |
| 3.           | 〈〈바나나 망고 하이 스쿨〉〉                               | Maccoi       | Jam & Lice   | 에비스 마스캇츠        | 3:37      |
| 총 재생 시간 | 총 재생 시간                                                | 총 재생 시간 | 총 재생 시간 | 총 재생 시간           | 11:57     |

### 초회한정판 C
| #            | 제목                                                     | 작사         | 작곡         | 노래                | 재생 시간 |
| ------------ | -------------------------------------------------------- | ------------ | ------------ | ------------------- | --------- |
| 1.           | 〈〈바나나 망고 하이 스쿨〉 (Rio 귀여운 하이스쿨 Ver.)〉 | Maccoi       | Jam & Lice   | Rio 귀여운 하이스쿨 | 3:39      |
| 2.           | 〈〈하나 둘 셋 넷에 울어줘 with 눈물 네 자매〉〉         | Maccoi       | Jam & Lice   | 에비스 마스캇츠     | 4:37      |
| 3.           | 〈〈바나나 망고 하이 스쿨〉〉                            | Maccoi       | Jam & Lice   | 에비스 마스캇츠     | 3:37      |
| 총 재생 시간 | 총 재생 시간                                             | 총 재생 시간 | 총 재생 시간 | 총 재생 시간        | 11:53     |

## 같이 보기
- 에비스 마스캇츠
- 에비스 마스캇츠의 콘서트 투어 목록
- 오네다리!! 마스캇토

### 주해
1. ↑  〈귀여운 고시엔〉은 야구 경기 방식을 따왔기 때문에 팀 대항으로 치러지며 경기마다 새로운 팀명이 사용되는 경우가 많다. 팀명은 반드시 [리더의 이름이나 집단]+[수식어]+[학교의 종류]로 구성된다. (예:아오이 귀여운 농업고교, 아사미 발랄한 여자 전문대 부속고교)

### 참고
1. ↑  “「おねマス」恵比寿マスカッツが念願のCDデビュー” (일본어). 나탈리. 2010년 1월 21일. 2010년 3월 27일에 원본 문서에서 보존된 문서. 2015년 7월 18일에 확인함. |출판사=에 외부 링크가 있음 (도움말)
2. ↑  “バナナ・マンゴー・ハイスクール/12の34で泣いてwith涙四姉妹” (일본어). 오리콘. 2015년 10월 16일에 원본 문서에서 보존된 문서. 2015년 10월 16일에 확인함.